# Thymbra calostachya
Thymbra calostachya là một loài thực vật có hoa trong họ Hoa môi. Loài này được (Rech.f.) Rech.f. miêu tả khoa học đầu tiên năm 1962.